# Combat de Romazy et Rimou
Chouannerie
Le combat de Romazy et de Rimou a lieu lors de la Chouannerie. Le 20 février 1796, les chouans s'emparent de ces deux communes malgré la défense de ses habitants.

## Le combat

### Combat à Romazy
Le combat a lieu en avril 1796 selon les mémoires de Toussaint du Breil de Pontbriand, mais selon le rapport républicain, il se déroule le 20 février de la même année.
À cette date, la division de Fougères au grand complet, soit environ 3 000 hommes, menée par Aimé Picquet du Boisguy marche sur les bourgs patriotes de Romazy et Rimou. Ils se heurtent d’abord à une redoute élevée à Romazy, défendant un pont qui traverse le Couesnon. La colonne Brutale, commandée par Auguste Hay de Bonteville, traverse la rivière à Vieux-Vy-sur-Couesnon afin de prendre le poste à revers. À 4 heures du matin, les chouans adressent une sommation : la garnison, forte de 400 hommes selon Pontbriand, est sommée de se rendre, faute de quoi elle sera passée au fil de l’épée. Cependant cet ultimatum n’est pas pris aux sérieux par les Républicains. 
L’attaque commence avant le lever du jour, les chouans comblent les fossés avec des fagots et des fascines et attaquent les retranchements. Cependant les Républicains concentrent leurs forces pour repousser du Boisguy et laissent leurs arrières peu défendus. Bonteville en profite et attaque les Républicains à revers, puis le capitaine Sans-Chagrin escalade les fortifications avec ses troupes. La redoute est prise par les chouans, ainsi que le bourg, et, selon Pontbriand, presque tous ses défenseurs sont tués. Néanmoins, selon les sources républicaines, le fort n'est défendu que par un petit détachement de gardes nationaux établi au lieu-dit la Hutte qui, après avoir opposé une résistance, se retire sur la ferme du Bois-Baudry.

### Combats à Rimou

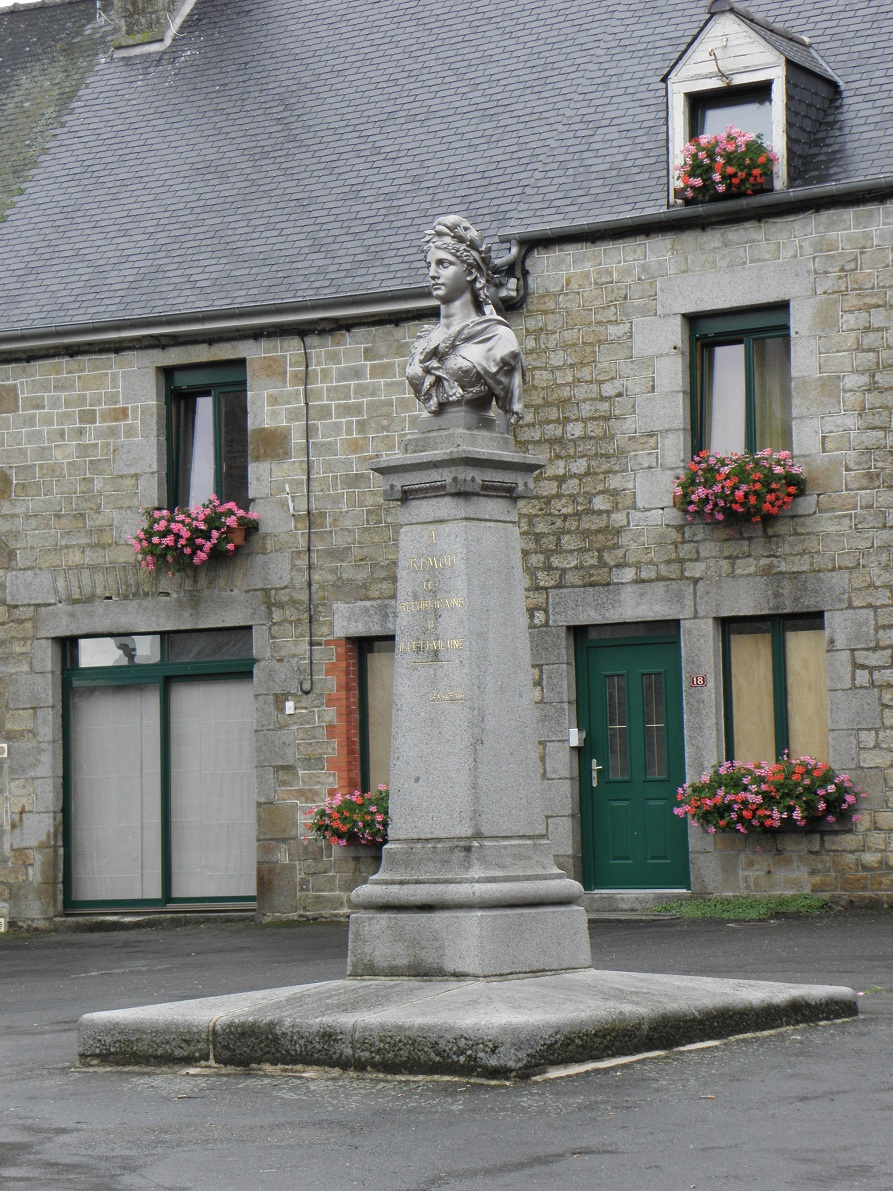
Le monument républicain de Rimou.

Les chouans marchent ensuite sur Rimou. La garnison de cette paroisse est bien faible, trente soldats seulement pour Pontbriand, elle comporte en fait, suivant les sources républicaines, 64 gardes nationaux commandés par Gilles Trébourg, auxquels se joignent des habitants de la commune. Pendant l’alerte, les femmes et les enfants se réfugient au bois de la Vigne.
20 Rimois tentent de retarder la progression des chouans, ils se joignent aux rescapés du fort de Romazy et se retranchent dans le fossé. Les Républicains se disséminent à la butte du Châtel et aux alentours pour faire croire qu’ils sont plus nombreux qu’en réalité, mais ils ne résistent pas longtemps, les royalistes menés par Bonteville et Chalus les mettent en fuite, et dans la poursuite, s’emparent du bourg de Rimou que les Républicains n’ont pas eu le temps de mettre en défense. Ces derniers prennent la fuite en direction de Bazouges-la-Pérouse, néanmoins ils se rallient au bois de la Vigne.
Les Républicains tentent une ultime résistance dans le bois de la Vigne, contre une partie des chouans qui se sont lancés à leur poursuite. Trois femmes, Marie Collin, Marguerite Grohan et Juilienne Trebourg, sœur du commandant, se distinguent notamment pendant le combat. Cependant lors de l’affrontement, Gilles Trebourg est fait prisonnier et aussitôt fusillé, l’abbé Macé, prêtre constitutionnel, est également capturé, il est conduit au bourg de Romazy, où un chouan lui tranche la gorge avec une serpette dans la rue Puette.
Cependant le tocsin retentit aux alentours et l’alarme est donnée dans les autres communes patriotes de Sens-de-Bretagne, Saint-Rémy-du-Plain, Gahard et Saint-Marc-le-Blanc. Craignant des renforts, Boisguy fait rappeler ses troupes qu’il rassemble à Rimou. Le bourg est pillé et les chouans y déjeunent. À 3 heures, du matin les royalistes se portent à la rencontre des renforts, soldats et paysans, au nombre de 3 000 selon Pontbriand, cependant ces derniers, désorganisés, reculent sans combattre, et Bonteville les suit jusqu’à Sens-de-Bretagne.

## Les pertes
Les pertes de Romazy ne sont pas connues ; à Rimou, dix gardes nationaux républicains ont été tués, en plus de l’abbé Macé : Gilles Trébourg, Julien Pierre, Louis Luca, Pierre Luca, Pierre Béranger, François Durocher, Georges Poincheval, Louis Moreau, Gabriel Pincet et Joseph Thébault. Les rapports indiquent en outre qu'un ou six vieillards qui n’ont pu fuir ont été assassinés. 
En 1906, un monument républicain est érigé dans la commune pour célébrer la « victoire » des Républicains contre les chouans,.